# 短茎粉报春
短茎粉报春（学名：Primula clutterbuckii）为报春花科报春花属下的一个种。

## 扩展阅读
- 維基物種上的相關：短茎粉报春